# Raiders of the Lost Ark (soundtrack)
Raiders of the Lost Ark er titlen på et soundtrack til Steven Spielbegs film fra 1981 af samme navn. Filmen blev på dansk udsendt under titlen Indiana Jones og Jagten på den Forsvundne Skat (1981). Musikken blev komponeret af John Williams, der dirigerede London Symphony Orchestra. Orkestrationerne blev udført af Herbert W. Spencer og Al Woodbury.
Soundtracket blev oprindeligt udgivet af Columbia Records i 1981, men i 1995 blev musikken atter udgivet med yderligere numre. 

## Tracks på oprindelig udgivelse
1. "The Raiders March" (a.k.a. "Indiana Jones Theme")
2. "Flight From Peru"
3. "The Basket Game"
4. "The Map Room: Dawn"
5. "The Well Of The Souls"
6. "Desert Chase"
7. "Marion's Theme"
8. "The Miracle Of The Ark"
9. "End Credits"

## Tracks på udvidet udgivelse
1. "The Raiders March" (a.k.a. The Indiana Jones Theme)
2. "Main Title: South America, 1936"†
3. "In the Idol's Temple"
4. "Flight From Peru"
5. "Journey to Nepal"
6. "The Medallion"
7. "To Cairo"
8. "The Basket Game"
9. "The Map Room: Dawn"
10. "Reunion and the Dig Begins"
11. "The Well of the Souls"
12. "Airplane Fight"
13. "Desert Chase"
14. "Marion's Theme"
15. "The German Sub/To the Nazi Hideout"
16. "Ark Trek"
17. "The Miracle Of The Ark"
18. "The Warehouse"
19. "End Credits"